# Stenacis triradiatus
A Stenacis triradiatus a pókszabásúak (Arachnida) osztályának a bársonyatka-alakúak (Trombidiformes) rendjébe, ezen belül a gubacsatkafélék (Eriophyidae) családjába tartozó faj.

## Előfordulása
A Stenacis triradiatus előfordulási területe Európa.

## Megjelenése
Attól függ, hogy a gazdanövény melyik részén él, a gubacs mérete lehet 5 vagy akár 40 centiméter is. A szőrzetének mennyisége, illetve jelenléte is az elhelyezkedéstől függ.

## Életmódja
Ez a gubacsatkafaj a fűzfákon (Salix) élősködik. Főleg a fehér fűzet (Salix alba), a törékeny fűzet (Salix fragilis) és a mandulalevelű fűzet (Salix triandra) kedveli, azonban megfigyelték füles fűzön (Salix aurita) is.

## Képek

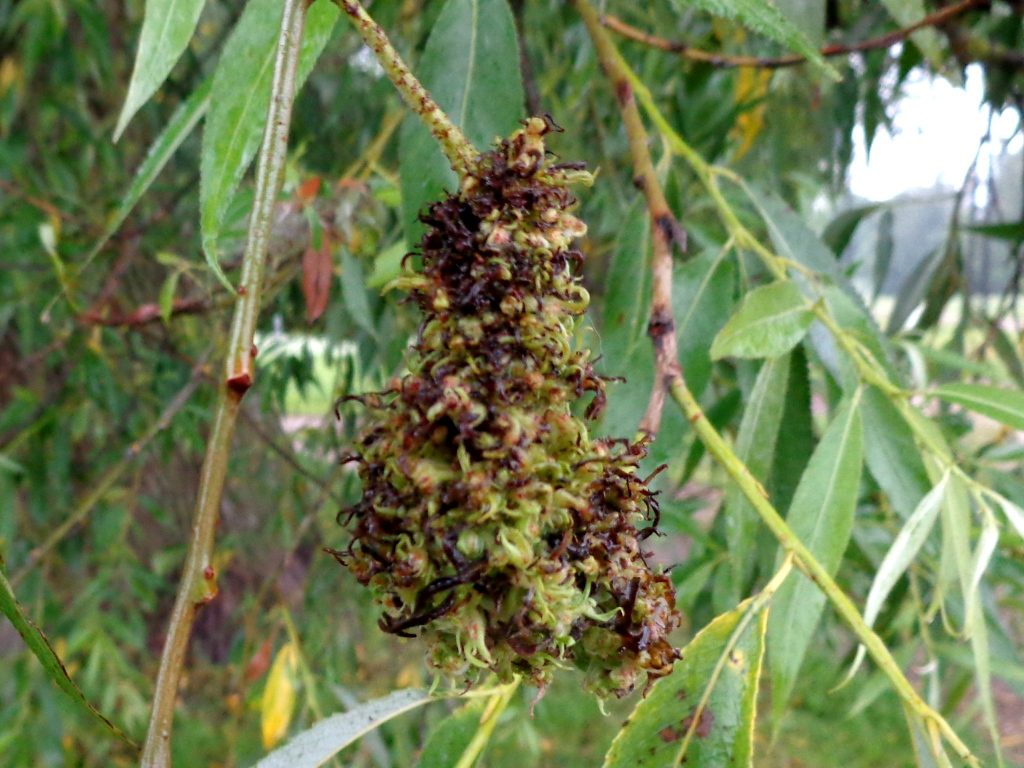
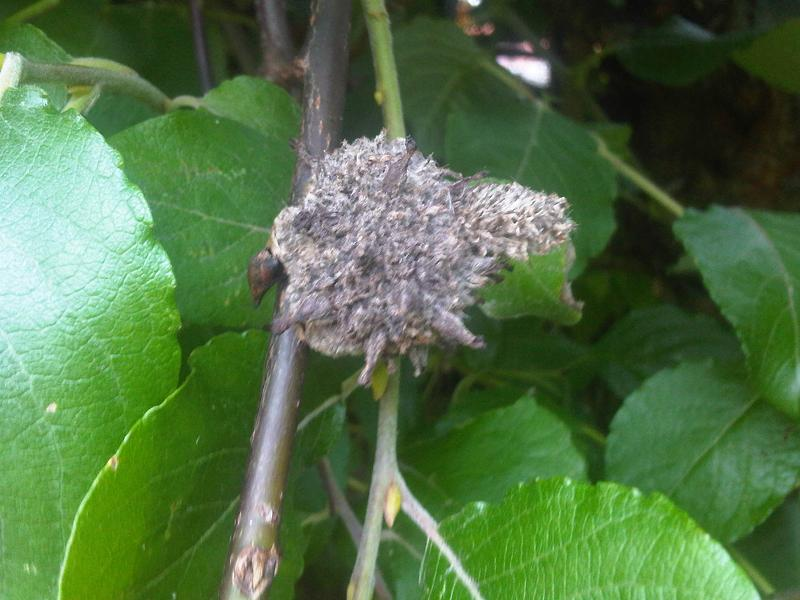
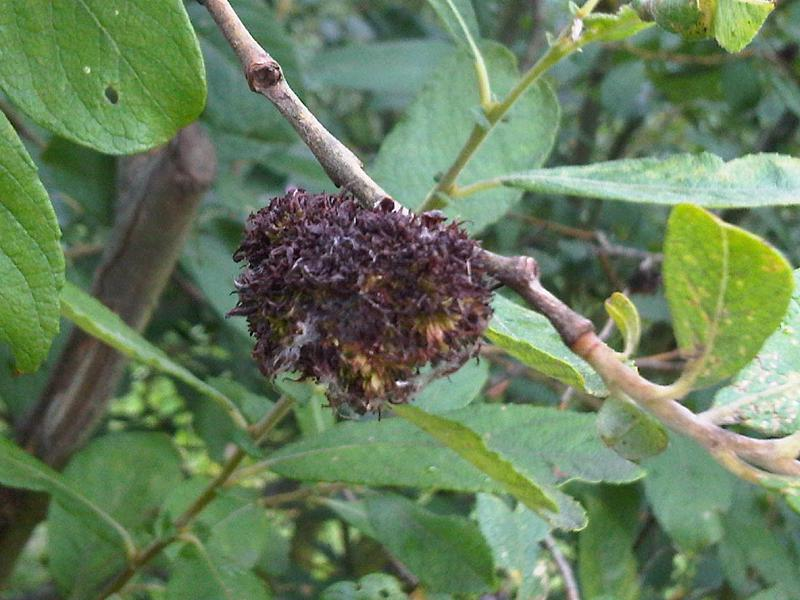
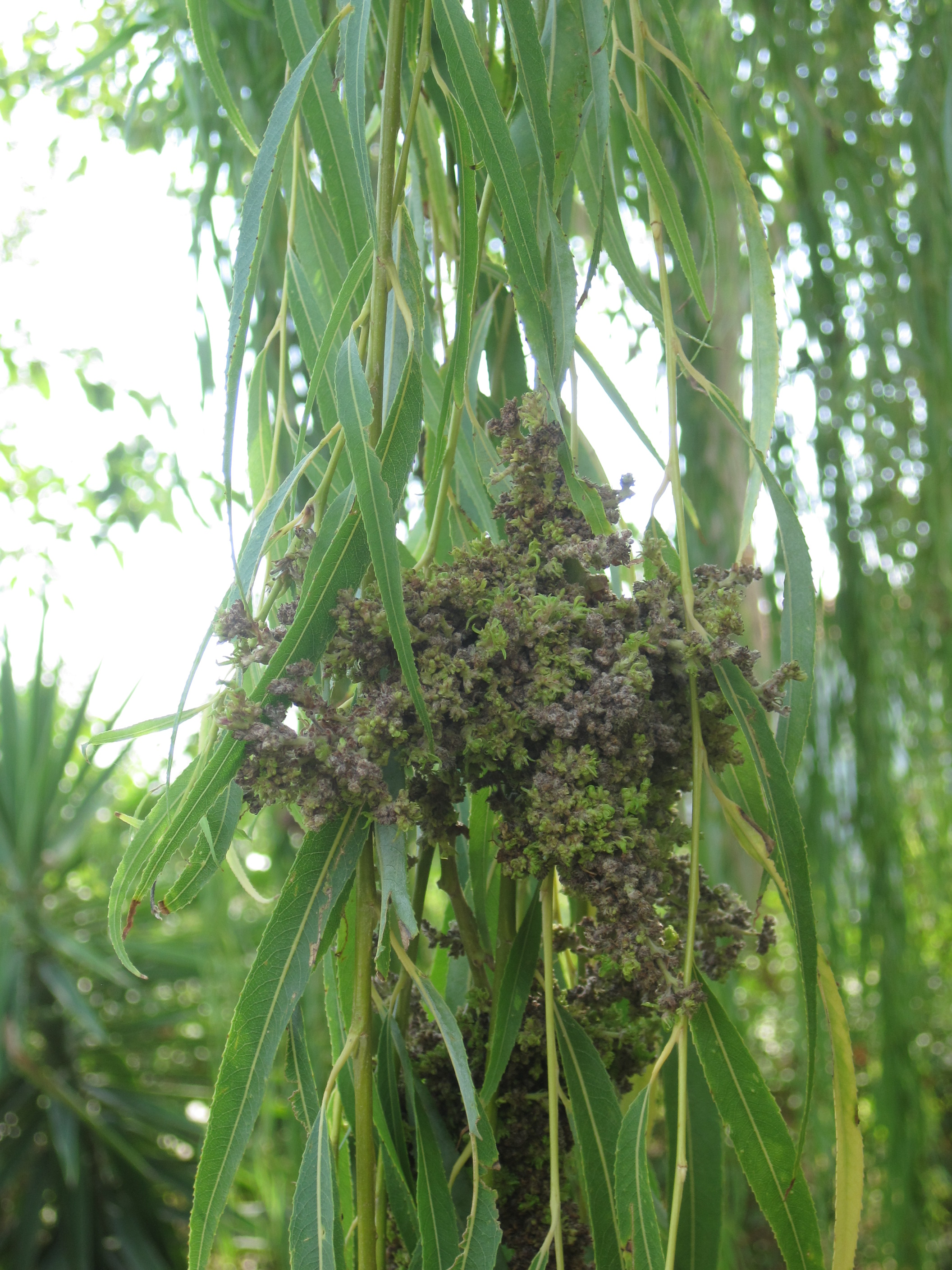